# Hycleus diffinis
Hycleus diffinis is een keversoort uit de familie van oliekevers (Meloidae). De wetenschappelijke naam van de soort is voor het eerst geldig gepubliceerd in 1883 door Kolbe.